# Oxalis rubricallosa
Oxalis rubricallosa är en harsyreväxtart som beskrevs av Oberl., Dreyer & Roets. Oxalis rubricallosa ingår i släktet oxalisar, och familjen harsyreväxter. Inga underarter finns listade i Catalogue of Life.